# Lonsmith
Lonsmith – obszar niemunicypalny w Kern County, w Kalifornii (Stany Zjednoczone), na wysokości 129 m.